# Julische Alpen

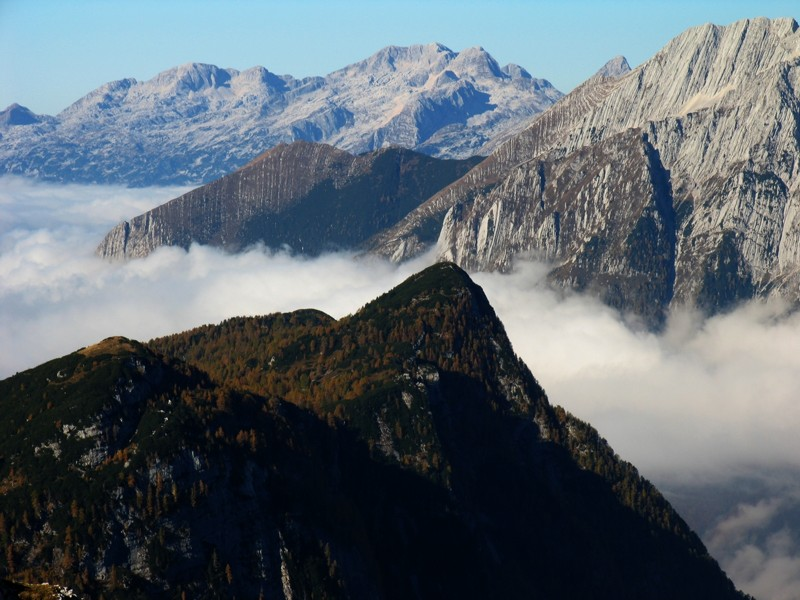
Blick vom südwestlichen Triglav-Massiv nach Westen zum Kanin

Die Julischen Alpen (umgangssprachlich auch Julier; slowenisch Julijske Alpe; italienisch Alpi Giulie) sind eine Gebirgsgruppe der Südlichen Kalkalpen südlich des Alpenhauptkammes. Ihr Ostteil liegt in den slowenischen Gebieten Ober- und Innerkrain, der Westteil in der italienischen Region Friaul-Julisch Venetien. Sie werden in Nord-Süd-Richtung zwischen dem Saifnitzer Sattel und dem Cerknosattel zentral von der Donau-Adria-Wasserscheide durchlaufen.

## Name
Der Name bezieht sich auf Gaius Iulius Caesar, der im Gebiet von Friaul und Westkrain das Municipium Forum Iulii einrichtete. In der Antike umfasste die Bezeichnung „Julische Alpen“ auch Gebirge weiter im Süden; so gehörten die im heutigen Slowenien liegenden Mittelgebirge des Ternowaner und des Birnbaumer Waldes dazu, während sie heute eigenständige Regionen bilden.

## Lage
Die Nordwest- und Nordgrenze zu den Karnischen Alpen verläuft von Ragogna über die Saifnitzer Talwasserscheide bis Tarvis im Kanaltal.
Die Nordostgrenze zur Gebirgsgruppe Karawanken und Bachergebirge verläuft von Tarvis über den Ratschacher Sattel entlang des Oberen Savetals bis zur Stadt Kranj.
Im Osten bildet die Save unterhalb von Kranj bis zur 13 km entfernten westlichen Einmündung der Sora bei Medvode die Grenze zu den Steiner Alpen.
Im Süden bildet das Tal der Sora von ihrer Saveeinmündung bei Medvode aufwärts bis Škofja Loka, danach das Tal der Poljanščica aufwärts bis zum Cerknosattel, die Idrijca abwärts bis zur Einmündung in den Isonzo und danach dessen Tal abwärts bis Görz (Einmündung der Vipava in den Isonzo im Süden der Stadt Gorica) die Grenze der Julischen Alpen zum Karst.
Die Südwestgrenze der Julischen Alpen von Goricia bis Ragogna zur Oberitalienischen Tiefebene ist gleichzeitig Alpengebietsgrenze.

## Beschaffenheit
Die Julischen Alpen sind ein sehr schroffer Gebirgsstock. Höchster Berg ist der Triglav (Dreikopf), 2864 m, zugleich höchster Berg Sloweniens und des früheren Jugoslawiens. Vereinzelt finden sich Kargletscher. Die Julischen Alpen werden durch das Raibler Tal, den Predilpass und das Tal der Koritnica und Soča in eine östliche und eine westliche Gruppe geteilt.

## Übergänge und Verkehr
- Vršičpass
- Predilpass
- Neveasattel
- Bahnstrecke Jesenice–Trieste Campo Marzio (Wocheinerbahn)

Kugy-Denkmal mit Blick auf den Jalovec

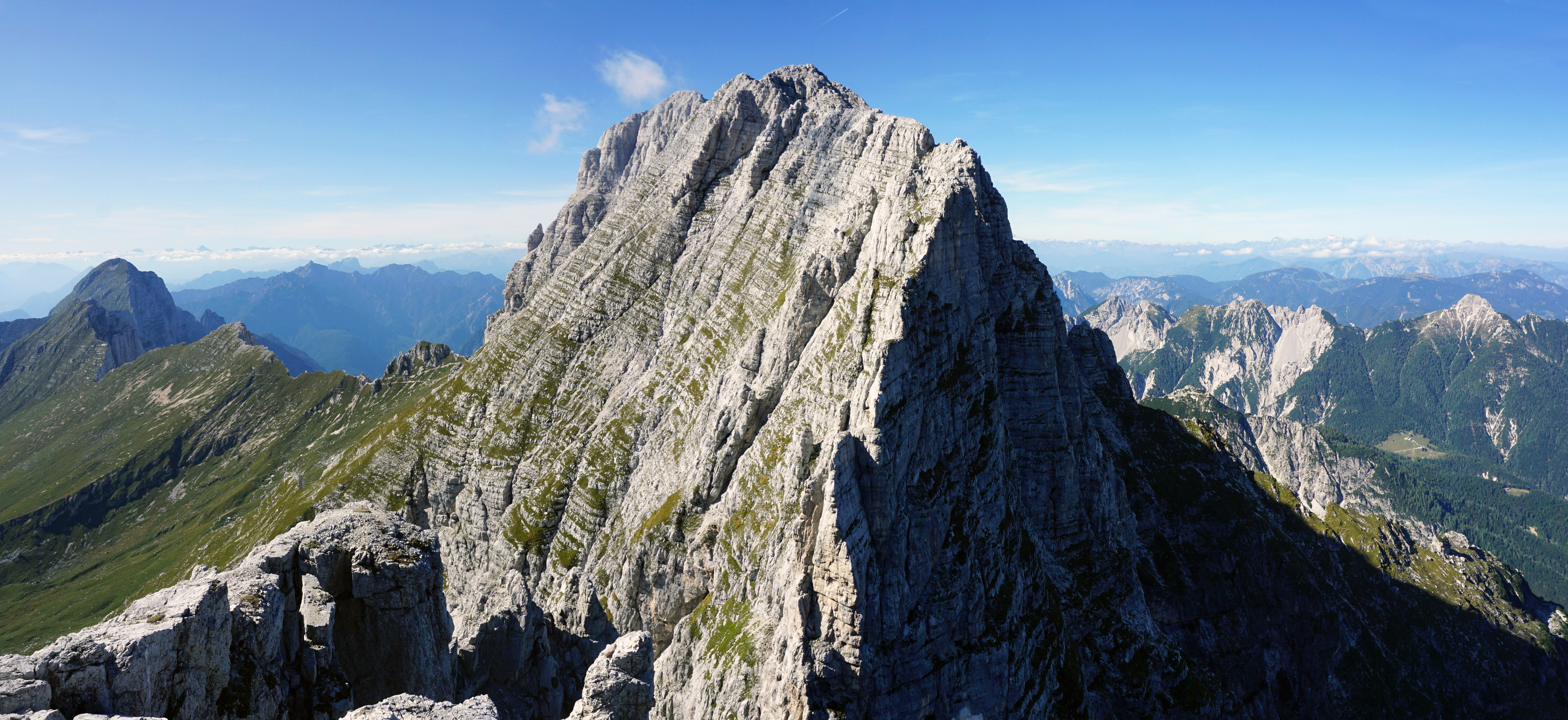
Montasch in den westlichen Juliern

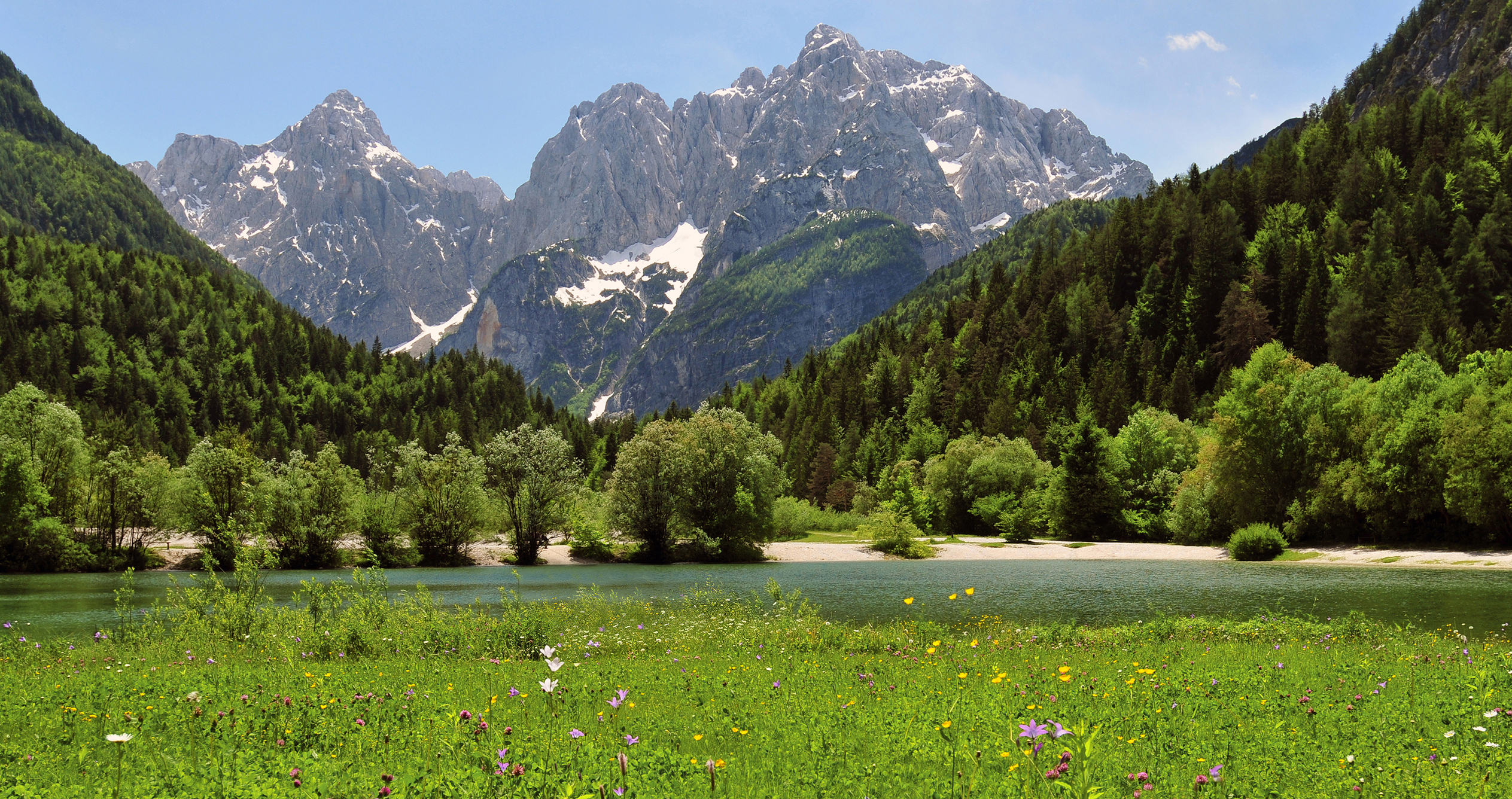
Razor (links) und Prisojnik (rechts)

## Bevölkerung und Geschichte
Die Julischen Alpen waren und sind Grenze zwischen slowenischem und friaulischem Sprachgebiet. Da sie zur Gänze zumindest zeitweise Teil des Stammesherzogtums Baiern und später des Habsburger-Reichs waren, großteils durch Jahrhunderte, fasste das Deutsche vereinzelt Fuß, namentlich in der Sprachinsel Zarz und im Kanaltal.
Italien erhielt von Österreich 1866 mit Friaul Anteil an den Julischen Alpen.
Die touristische Erschließung leisteten Belsazar Hacquet, der die Erstbesteigung des Triglav betrieb (1778), und vor allem Julius Kugy.
Im Ersten Weltkrieg verlief in den Juliern eine Front, an der ein sehr zermürbender Stellungskrieg geführt wurde, dessen Folgen noch heute durch Stellungen, Stacheldrahtreste und sogar Blindgänger gegenwärtig sind (vgl. Gebirgskrieg 1915–1918). Nach dem Ersten Weltkrieg erhielt Italien den Großteil der Julier, musste sich jedoch nach dem Zweiten Weltkrieg wieder an die Wasserscheide zwischen Tagliamento und Gailitz diesseits und Save und Isonzo jenseits zurückziehen. Der Rest fiel an Jugoslawien beziehungsweise an den Freistaat Triest.
In der Folge fasste auch das Italienische in diesem Gebiete Fuß, so dass es heute viersprachig ist.

## Wirtschaft
Die Julischen Alpen zeigen sich heute als strukturschwaches Gebiet. Der Bleibergbau in Raibl kam bereits im späten 20. Jahrhundert zum Erliegen, und der Niedergang der Landwirtschaft traf ein derart schwer zu bewirtschaftendes Gebiet besonders.
Gemeinden wie Tarvis, Ratschach und Kronau leben gut vom Kleinen Grenzverkehr am Dreiländereck Slowenien, Italien und Österreich.

## Wichtigste Gipfel der Julischen Alpen

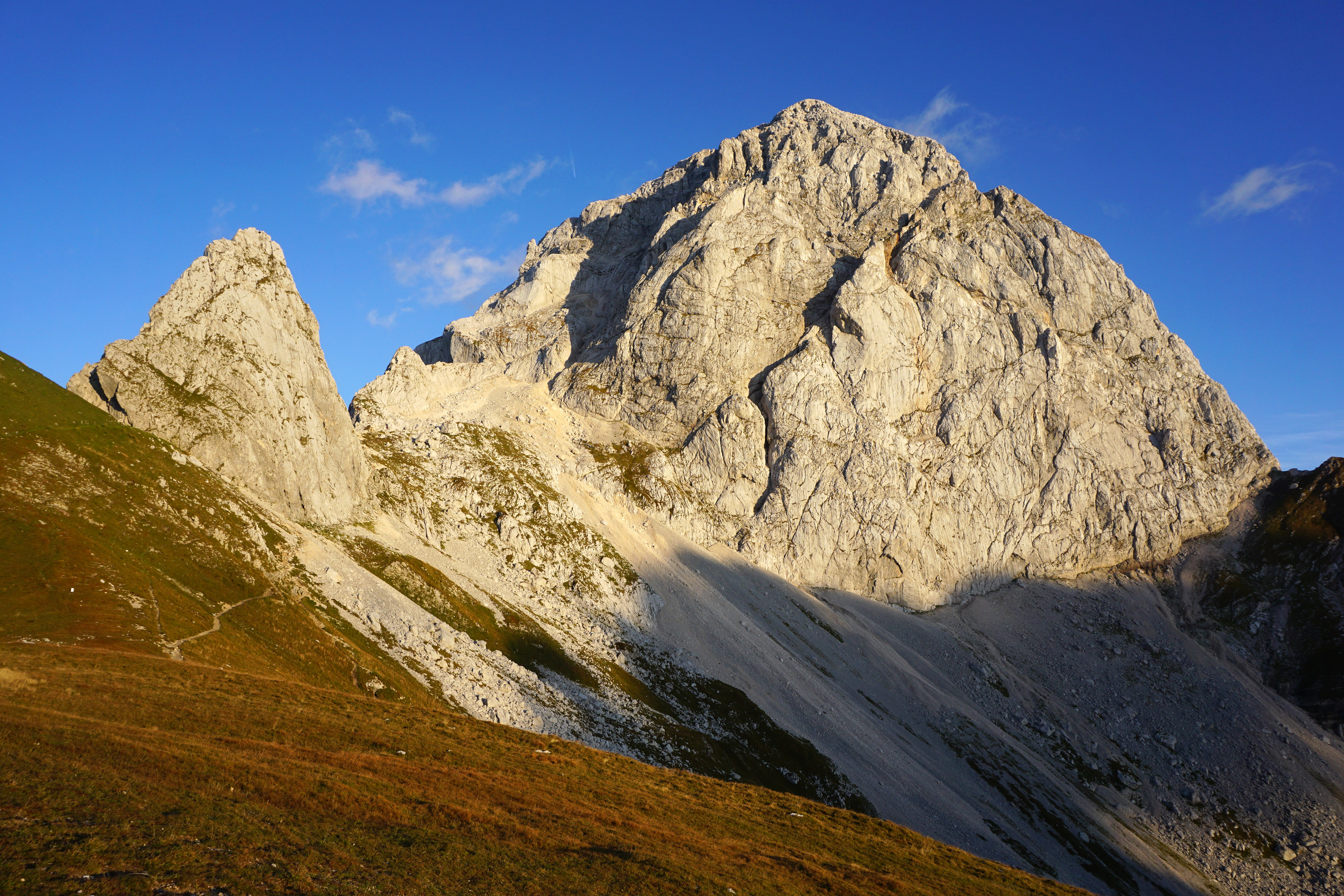
Mangart

- Triglav 2864 m
- Montasch 2754 m
- Škrlatica 2740 m
- Mangart 2677 m
- Jôf Fuart (Wischberg) 2666 m
- Jalovec 2645 m
- Razor 2602 m
- Großer Kanin 2585 m
- Kanjavec 2568 m
- Prisojnik 2547 m
- Kleine Mojstrovka 2332 m
- Strug 2265 m

## Touristenzentren
- Bled (Veldes) (Sommer; Casino, See)
- Bohinj (Wochein) (Sommer und Winter; Skigebiete)
- Bovec (Flitsch) (Sommer und Winter; Sočatal, Skigebiete)
- Kranjska Gora (Kronau) (Sommer und Winter; Skigebiet, Casino)
- Rateče (Ratschach) (Weltcupschanze in Planica)
- Tarvis (Sommer und Winter)
- Neveasattel (Skigebiet)